# Acclaim Studios London
Acclaim Studios London — студия по разработке компьютерных игр, основанная в Лондоне в 1984 году, с 1995 года — подразделение Acclaim Entertainment. В апреле 2000 года была закрыта материнской компанией, в связи с тяжелым финансовым положением издателя.

## История компании
Компания была основана как Probe Software Фергусом Макговерном и Вакисом Параскева в 1984 году, позднее она была переименована в Probe Entertainment.
В октябре 1995 года компания была приобретена Acclaim Entertainment. Вскоре после продажи Фергус Макговерн покинул студию и основал HotGen.
В мае 1999 года Acclaim провела глобальный ребрендинг, в ходе которого все внутренние студии были переименованы согласно своему местонахождению, Probe Entertainment получила название Acclaim Studios London. В 2000 году, в связи с тяжёлым финансовым положением, Acclaim закрыла ряд своих подразделений, включая Acclaim Studios London. Часть бывших разработчиков была переведена в недавно созданную студию Acclaim Studios Cheltenham в Челтнеме.
Компания специализировалась на аркадных играх и играх связанными кино-франшизами, включая игры серий Out Run, Mortal Kombat и FIFA Soccer. Наиболее известными играми студии стали порты игр Mortal Kombat и Mortal Kombat II для Sega Genesis, Extreme-G и Extreme-G 2 для Nintendo 64, Primal Rage для Sega Genesis и PlayStation. Также компания известна благодаря играм по кино-лицензиям, например Die Hard Trilogy и Alien Trilogy.